# هیئت منصفه ویژه
یک هیئت منصفهٔ ویژه، که هیئتی متشکل از افرادی با صلاحیت محدود است، می‌تواند برای پرونده‌های مدنی یا کیفری استفاده شود، البته از میان پرونده‌های کیفری تنها برای بزهکاری‌هایی همچون نشر اکاذیب فتنه‌انگیز کاربرد دارد. پیش از اینکه این هیئت‌ها منسوخ شوند، به طرفی که برای هیئت انتخاب می‌شد ۱۲ گینی می‌دادند.